# Нивхская литература
Ни́вхская литерату́ра — литература нивхов, одного из коренных малочисленных народов Дальнего Востока, живущих в низовьях Амура, а также по восточному и западному побережью северной части Сахалина.
Предполагается, что до 1931 года нивхи не имели письменности, у них бытовал лишь фольклор. Одним из первых исследователей материальной и духовной культуры нивхов был русский учёный Лев Штернберг (1861—1927).
В советское время созданы грамматика и другие труды по языку нивхов Е. А. Крейновичем, В. Н. Савельевой, В. З. Панфиловым и др. Из среды нивхов вышел автор многих работ по истории и этнографии родного народа, доктор исторических наук Чунер Таксами, языковед Г. А. Отаина.
Среди литераторов-нивхов наибольшей известностью пользуется Владимир Санги (носитель восточно-сахалинского диалекта) — поэт, прозаик, собиратель нивхского фольклора («Нивхские легенды», 1961, «Эпос сахалинских нивхов», 2013 и др). В области нивхского языка и литературы работают: писатель Евгений Гудан («Месяц Орла наступил» 2002, «Река моей жизни», 2006, «Нивхские сказки» 2011, «Сказание о продолжении рода», 2012) и методист нивхского языка Н. Г. Бессонова («Азрик», 2001, «Воспитание правильного звукопроизношения у дошкольников при обучении нивхскому языку», 2000) и другие.